# Hängfärjan Rochefort-Martrou
Hängfärjan Rochefort-Martrou (franska: Pont transbordeur de Rochefort) är en hängfärja i Rochefort, Charente-Maritime, Poitou-Charente i Frankrike, som byggdes 1898–1900. Den går över Charentefloden och har en högsta höjd av 66,5 meter och en total längd av 175,5 meter. Den konstruerades av den fransk ingenjören Ferdinand Arnodin. Hängfärjan övergavs 1967 till förmån för en vertikal lyftbro, som sedan har rivits, och återställdes 1994. Den är ett byggnadsminne sedan 1976. Mellan april och slutet av oktober kan fotgängare och cyklister använda den.
Hängfärjans tekniska lösning är en gondol som hänger i linor från den höga fackverkskonstruktionen. Plattformen dras med hjälp av linor fram och tillbaka över den fasta konstruktionen på fyra minuter.

## Bildgalleri

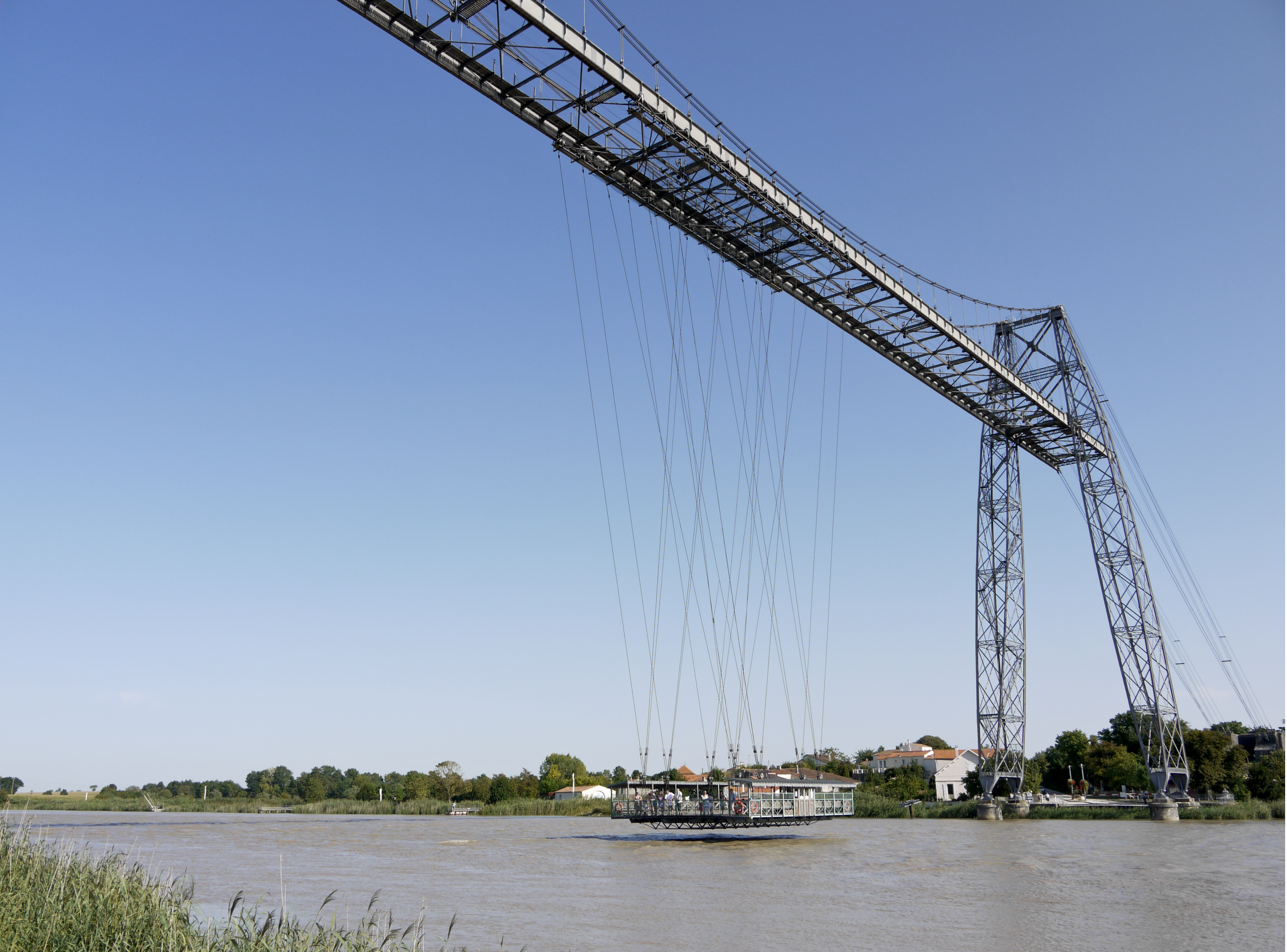
Transport över floden
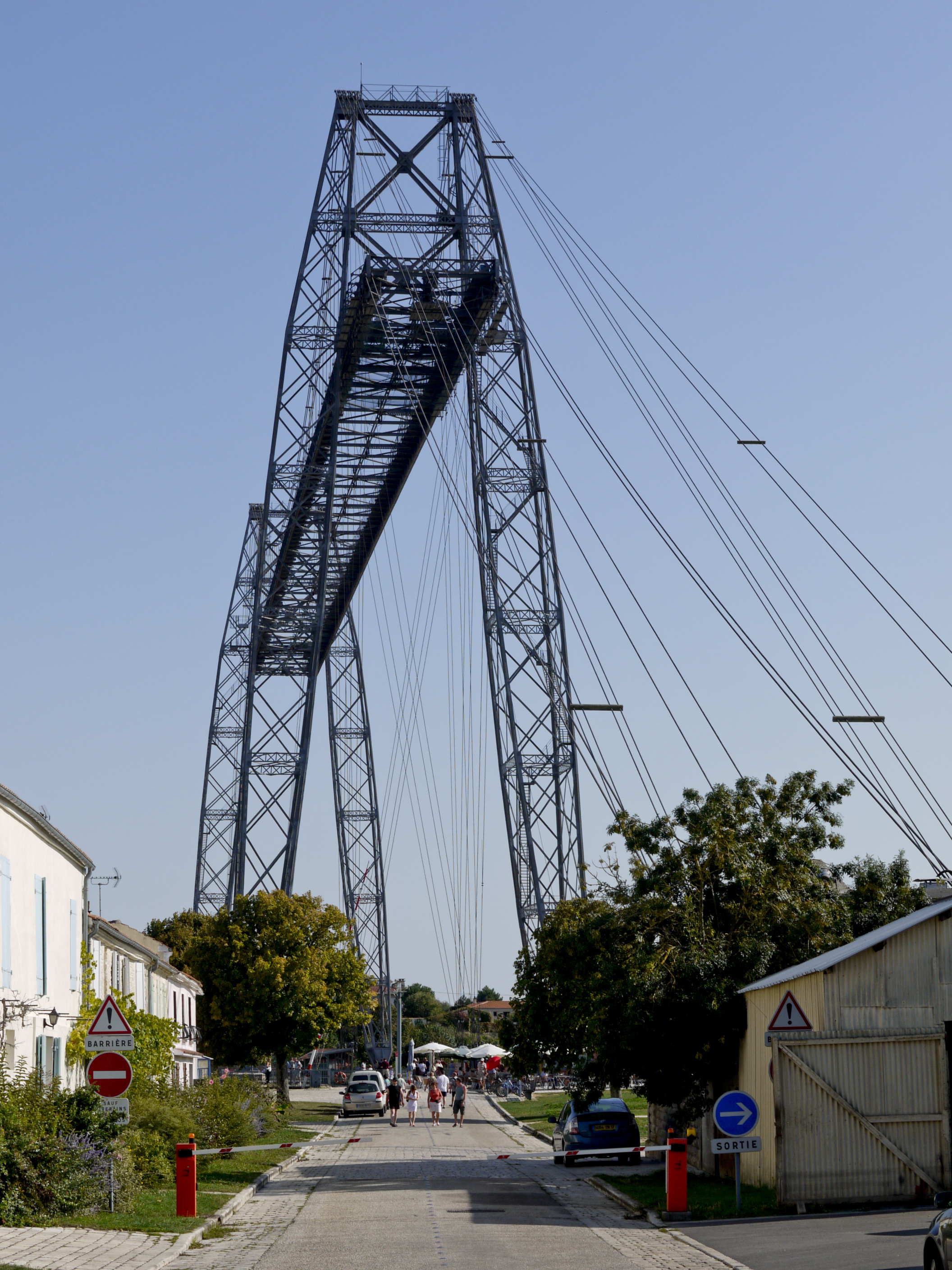
Hängfärjan sedd underifrån
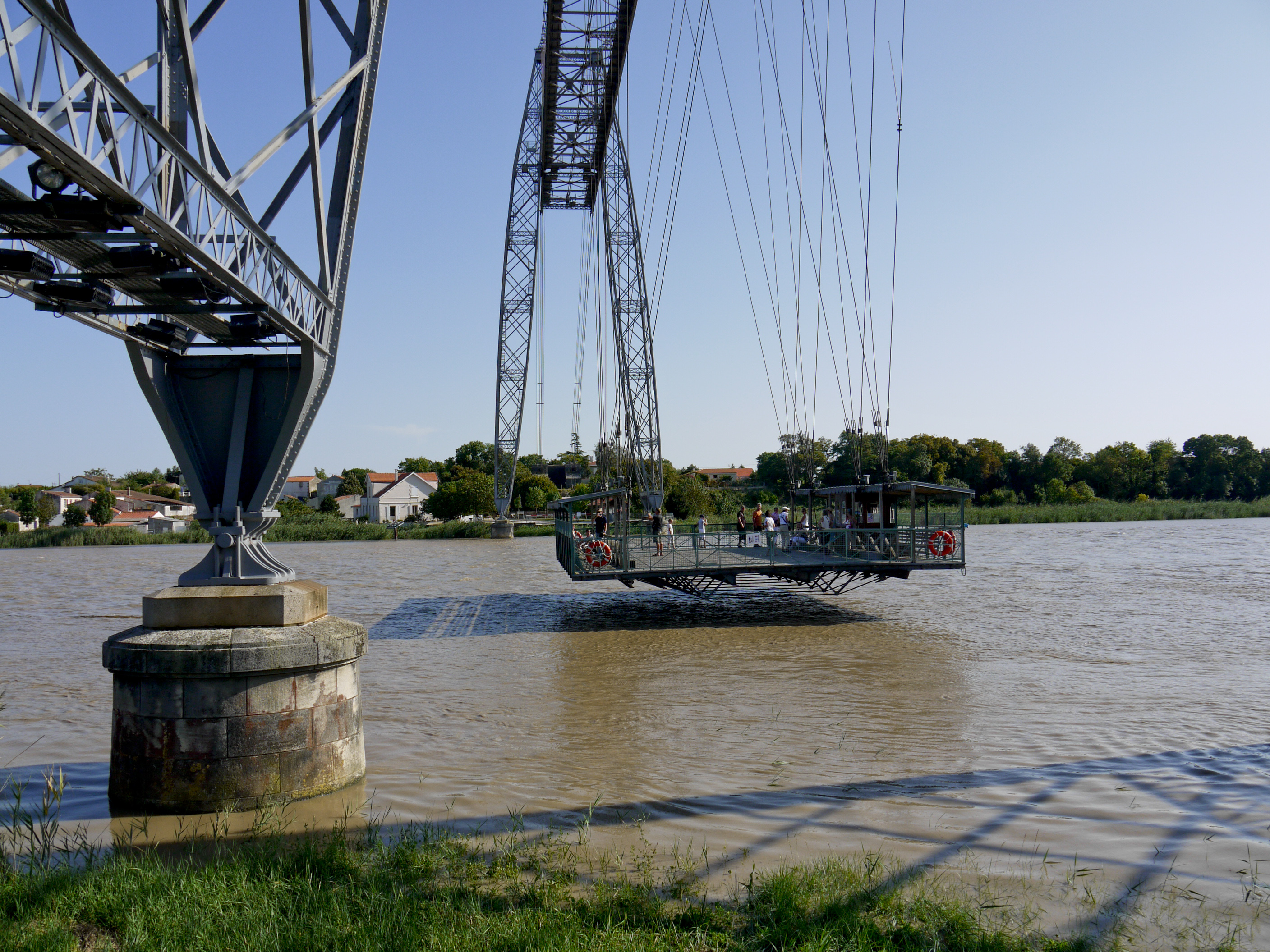
Gondolen på väg mot ramp
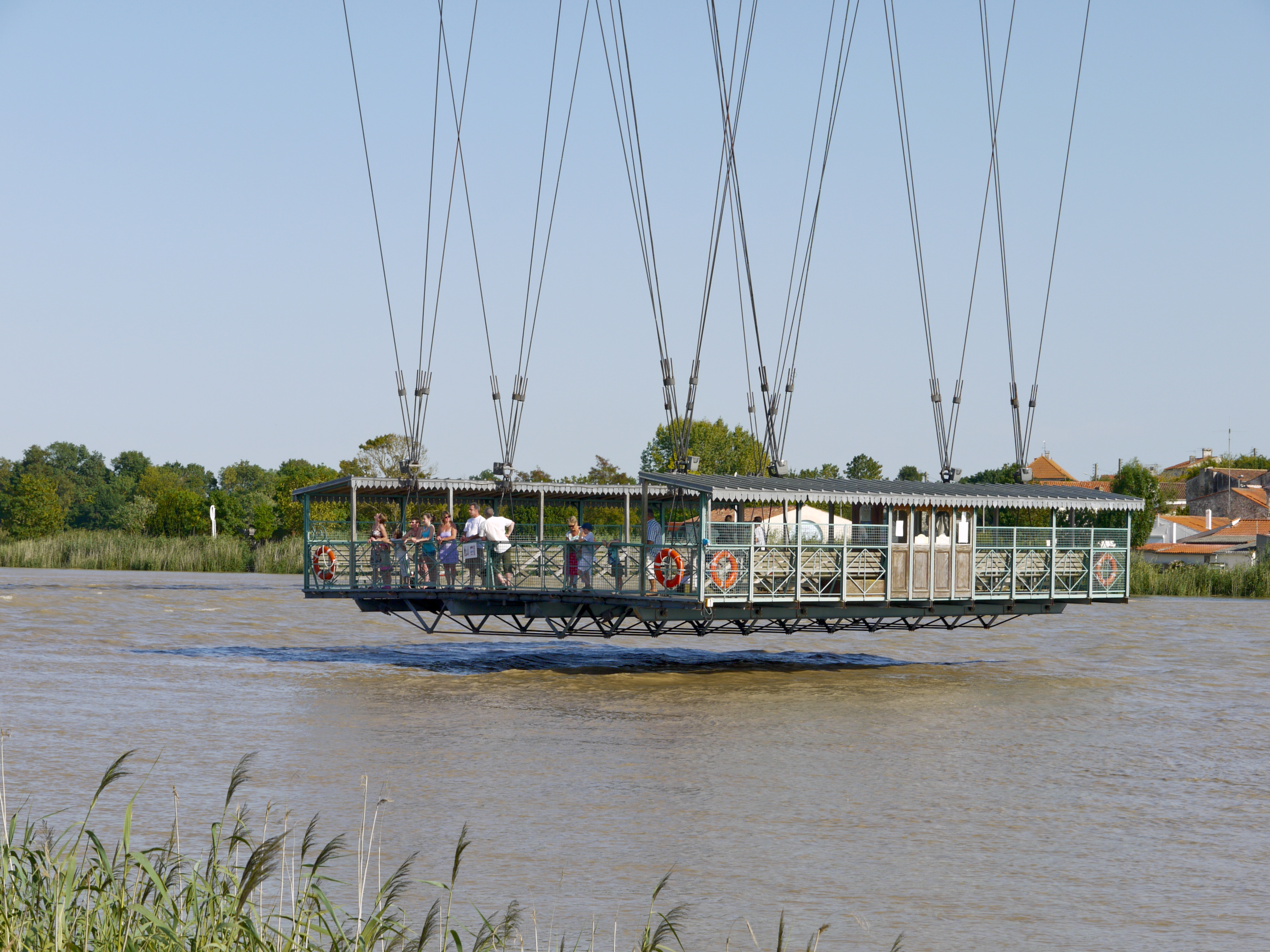
Gondolen